# Nestor (osoba)

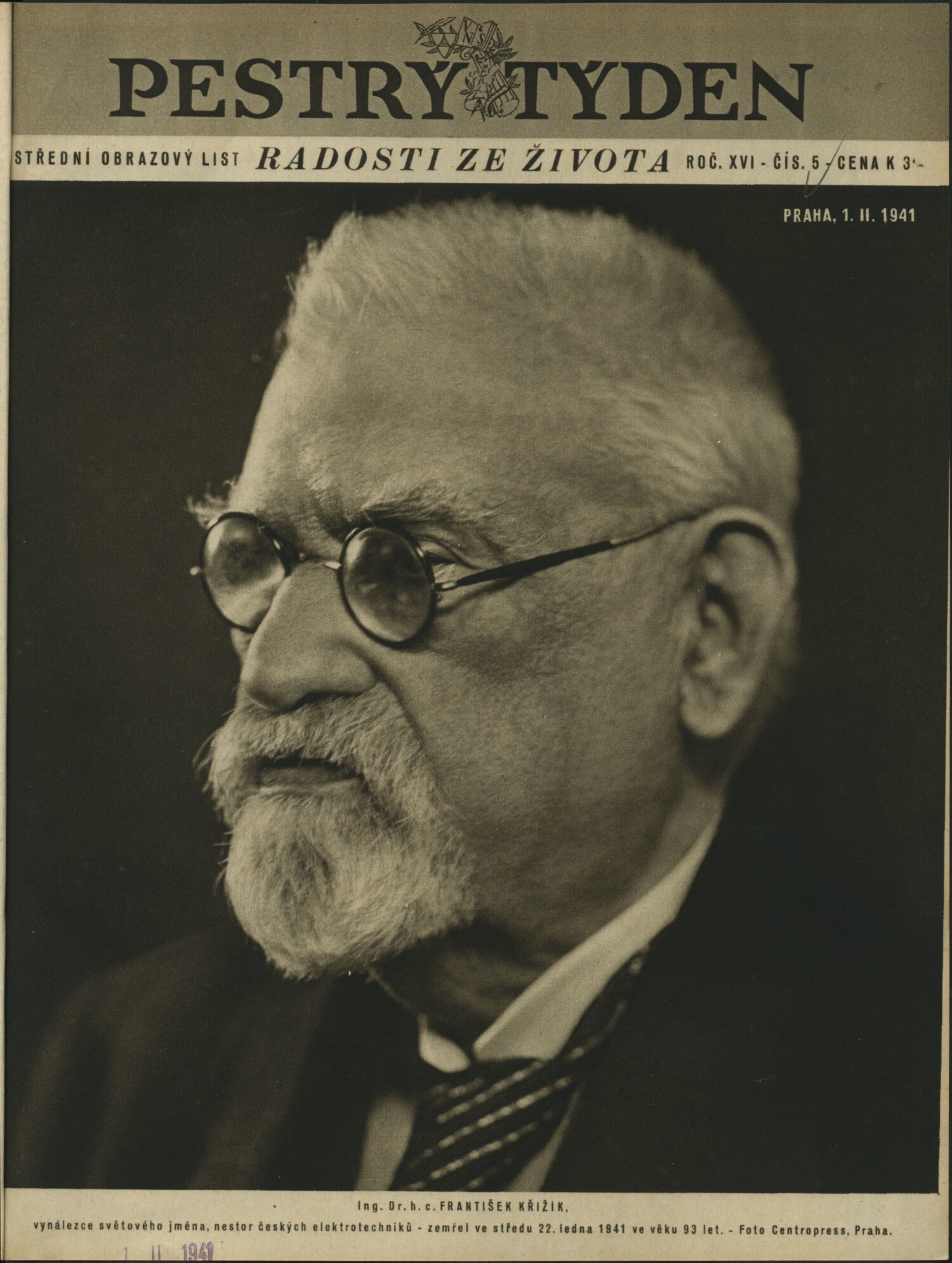
František Křižík, nestor českých elektrotechniků (Pestrý týden 1941)

Nestor se v češtině používá pro označení nejstaršího a nejváženějšího člověka v nějaké společnosti.

## Původ výrazu
Jedná se o přívlastek odvozený od jména Nestóra, moudrého a nejstaršího účastníka trójské války v Homérových eposech Illias a Odysseia. Přirovnání k Nestórovi v tomto významu bylo používáno již v antice.
Obvykle je implicitně vyjádřena i moudrost tohoto člověka, vynikajícího v určitém oboru (nejčastěji věda a kultura). Možná synonyma jsou stařešina či senior. 

## Užití v češtině (příklady)
Charakteristika nestor se užívá v pozdním věku osobnosti nebo jako součást hodnocení nedávno zemřelého:
- „nestor českých malířů“ Karel Javůrek (Světozor, 1894)[3]
- „nestor českých spisovatelů a dramatických umělců“ Josef Jiří Kolár (Světozor, 1896)[4]
- „nestor slovenských skladatelů“ Ján Levoslav Bella (1946, Svět v obrazech)[5]
- „nestor českých spisovatelů“ Antal Stašek (1941, Světozor)[6]
- „nestor českých elektrotechniků“ František Křižík (1941, Pestrý týden)[7]

## Pravopis
V češtině se v této souvislosti běžně píše nestor s malým „n“ a krátkým „o“. V minulosti se též výjimečně psalo „Nestor“ s velkým počátečním písmenem.

## Citát
| „                                                             | „Můj drahý Athose,“ pravil Aramis, „vy mluvíte jako Nestor.“ | “ |
| — Alexandre Dumas: Tři mušketýři (překlad Jaroslav Vrchlický) |                                                              |   |